# Añasco
Añasco nomeado por um dos seus colonos, Dom Luis de Añasco, é um município de Porto Rico, localizado na costa oeste da ilha, sendo fronteira com o Canal de Mona ao oeste, ao norte de Mayagüez, e Las Marias; sul de Rincón, Aguada, e Mocs e ao oeste de San Sebastián e Las Marias. É parte da Área Metropolitana de Aguadilla - Isabela - San Sebastián.
O nome Añasco vem de Don Luis de Añasco, antigo proprietário do terreno onde foi fundada a vila e município. Este sobrenome é de origem espanhola da província de Extremadura.